# C16 (motorvagn)
C16 var litterat på två motorvagnar, före detta tunnelvagnar, som byggts om från C6 av ASEA 1987 för att gå på Saltsjöbanan, liksom C10 och C11. Skillnaden med C16 var att dessa hade två förarhytter och kunde gå som enkelvagnar. De C6 vagnar som byggdes om till C16 hade nummer 2789 och 2790.